# Cinnamomum heyneanum
Cinnamomum heyneanum Nees – gatunek rośliny z rodziny wawrzynowatych (Lauraceae Juss.). Występuje naturalnie w Indiach oraz południowych Chinach (w zachodnim Hubei, wschodnim Syczuanie, południowo-zachodnim Kuejczou, południowo-wschodnim Junnanie oraz w regionie autonomicznym Kuangsi). 

## Morfologia
PokrójZimozielone drzewo o nagich gałęziach.
LiścieNaprzemianległe lub prawie naprzeciwległe. Mają kształt od równowąskiego do lancetowatego. Mierzą 4,5–12 cm długości oraz 1–2 cm szerokości. Są nagie. Blaszka liściowa jest o spiczastym wierzchołku. Ogonek liściowy jest nagi i dorasta do 10 mm długości.
KwiatySą niepozorne, obupłciowe, zebrane po kilka w dość krótkie wiechy o szarawych i owłosionych osiach, rozwijają się w kątach pędów. Pojedyncze kwiaty mają długość 5 mm, są owłosione i mają zielonobiałą barwę.
OwoceMają elipsoidalny kształt, osiągają 10 mm długości i 9 mm szerokości.

## Biologia i ekologia
Rośnie w zaroślach oraz na brzegach rzek. Występuje na wysokości do 500 m n.p.m. Kwitnie w kwietniu.